# Diadiaphorus
Diadiaphorus − wymarły rodzaj ssaka kopytnego z rzędu litopternów.
Mierząc 1,2 m wysokości zwierzę to przypominało konia. Posiadało 3 palce, w tym 1 tylko dotykał podłoża, kończąc się wielkim kopytem. 2 inne, mniejsze, wyglądały jak u wczesnych koniowatych, np. Merychippus. W przeciwieństwie do tej rodziny Diadiaphorus nie dysponował połączonymi kośćmi kończyn. Jego czaszka była krótka, zawierała obszerną puszkę mózgową. Badania jego trzonowców sugerują, że zwierzę spożywało liście.

## Występowanie
Żył on we wczesnym miocenie w Ameryce Południowej, jak wszystkie litopterny.